# タガイ (カルルク部)
タガイ（モンゴル語: Taγai、生没年不詳）は、モンゴル帝国に仕えた将軍の一人で、カルルク部の出身。『元史』では塔海(tǎhǎi)と漢字表記される。

## 概要
タガイはカルルク部出身の将軍で、チンギス・カン、オゴデイ・カアン、モンケ・カアン、クビライ・カアンの4代の皇帝に仕えたテメチの孫で、クトゥグ・テムルの兄の子で、長じるとトトガクが統べるキプチャク軍団（カラチ、qarači）に属した。1287年（至元24年）にはキプチャク軍団の一員としてナヤンの乱鎮圧に従事し、1289年（至元26年）には新たにケシクテイのバウルチとされ、ジスン服を下賜された。オルジェイトゥ・カアン（成宗テムル）が即位した後、1300年（大徳4年）には中書直省舎人の地位を授けられ、さらに中書省客省副使の地位に移った。クルク・カアン（武宗カイシャン）の即位時には中統鈔500錠を下賜され、和林行省理問の地位に進んだ。また僉通政院事、和寧路総管を経て、汴梁路総管に改められた。
汴梁路に赴任していた頃は従来の厳しい取り立てを改め、また廬州路に赴任していた時には、蝗害対策に務めたことが伝えられている。
1328年（天暦元年）には天暦の内乱が勃発し、同年10月には枢密院の官がタガイを僉枢密院事に任じられ、潼関と河中府を守らせることを上奏した。そこでトク・テムル（後の文宗ジャヤガトゥ・カアン）は使者を派遣してタガイに白金鈔幣を下賜し、僉枢密院事の地位を授けた。それからほどなく、西方より敵軍が南陽府を攻めてきたため、これを撃退するべくタガイが出陣した。タガイは勇士やテムゲらを率いて敵軍を迎え撃ち、遂にこれを敗走させることに成功した。この功績により三珠虎符を下賜され、最後には大都督・資善大夫の地位に至ったとされる。